# Silas Andersen
Silas Andersen (* 13. Juni 2004) ist ein dänischer Fußballspieler. Er spielt in Schweden für den BK Häcken. Der gelernte defensive Mittelfeldspieler ist zudem auch dänischer Nachwuchsnationalspieler.

## Karriere

### Laufbahn im Verein
Silas Andersen, der mit dem Fußballspielen bei Sundby BK anfing, entstammt der Akademie des FC Kopenhagen und wechselte im August 2021 nach Italien zu Inter Mailand. In seinem ersten Jahr kam er sowohl für die U18 als auch für die U19 zum Einsatz, im zweiten Jahr erreichte er mit der U19 in der UEFA Youth League die Zwischenrunde und schied dort gegen Rukh Lwiw aus. Dauerhaft durchsetzen konnte sich Andersen in Mailand nicht durchsetzen. Er wechselte daher Anfang September 2023 in die Niederlande zum FC Utrecht, wo er einen Vertrag für drei Saisons unterschrieb. Sein Pflichtspieldebüt für die zweite Mannschaft gab Silas Andersen am 15. September 2023 beim 3:3 im Zweitligaspiel beim FC Dordrecht. Auf der Position des defensiven Mittelfeldspielers erkämpfte er sich einen Stammplatz, kam aber am 31. März 2024 zu seinem Debüt für die erste Mannschaft in der Eredivisie. Bei der 2:4-Niederlage bei Feyenoord Rotterdam wurde Andersen in der 82. Minute für seinen Landsmann Oscar Fraulo eingewechselt.
Im Februar 2025 wechselte Andersen zu BK Häcken.

### Laufbahn in der Nationalmannschaft
Silas Andersen ist nicht nur im Verein aktiv, sondern ist auch Nachwuchsnationalspieler seines dänischen Herkunftslandes und absolvierte Partien in den Altersklassen U16, U17, U18, U19 und U20.